# Patinação de velocidade nos Jogos Pan-Americanos de 2023 - 10000 m eliminação masculino
A competição dos 10000 m eliminação masculino da patinação de velocidade integrou o programa da patinação sobre rodas nos Jogos Pan-Americanos de 2023 e foi disputada em 5 de novembro de 2023 no Patinódromo, em Ñuñoa. Um total de 11 patinadores de 10 Comitês Olímpicos Nacionais (CON) participaram do evento.

## Calendário
Horário local (UTC−3).
| Data          | Hora  | Fase  |
| ------------- | ----- | ----- |
| 5 de novembro | 10:40 | Final |

## Medalhistas
| Ouro   | COL Andrés Gómez  |
| Prata  | COL Juan Mantilla |
| Bronze | CHI Hugo Ramírez  |

## Resultados
A competição foi disputada em uma única fase. Os patinadores que ficarem em último lugar nos sprints são eliminados, até restar três patinadores que definem as posições de medalhas.
| Pos.              | Patinador          | CON                | Tempo     | Dif.   |
| ----------------- | ------------------ | ------------------ | --------- | ------ |
| Medalha de ouro   | Andrés Gómez       | COL Colômbia       | 15:14.489 |        |
| Medalha de prata  | Juan Mantilla      | COL Colômbia       | 15:14.515 | +0.026 |
| Medalha de bronze | Hugo Ramírez       | CHI Chile          | 15:22.287 | +7.798 |
| 4                 | Jorge Bolaños      | ECU Equador        | EL        | EL     |
| 5                 | Júlio Cesar Mirena | PAR Paraguai       | EL        | EL     |
| 6                 | Dayan Millán       | CUB Cuba           | EL        | EL     |
| 7                 | Matthew Fortner    | USA Estados Unidos | EL        | EL     |
| 8                 | Ken Kuwada         | ARG Argentina      | EL        | EL     |
| 9                 | Gustavo Rodríguez  | VEN Venezuela      | EL        | EL     |
| 10                | Sebastián Cordero  | CRC Costa Rica     | EL        | EL     |
| 11                | Carlos Monsivais   | MEX México         | EL        | EL     |